# Soutěska doktora Vogelgesanga
Soutěska Dr. Vogelgesanga (německy Dr.-Vogelgesang-Klamm) je druhou nejdelší soutěskou mezi rakouskými skalními soutěskami. Nachází se na potoce Klammbach v obci Spital am Pyhrn.
Původní název byl (do roku 1905) Fallbachklamm. Její současný název připomíná obecního lékaře Moritze Vogelgesanga, který jako předseda místního alpského oddílu navrhl stavbu lávek. Soustava lávek, poprvé postavená v roce 1906, je dlouhá asi 1500 metrů celkem je na ní asi 500 schodů. Koncový bod stezky je ve výšce 1043 m n. m. na cestě k Bosruckhütte.
Vstup do soutěsky je zpoplatněný, osoby ubytované v oblasti mají nárok na vstup zdarma. Soutěsku ročně navštíví kolem 30 000 návštěvníků.
V červenci 2021 přišla povodeň, při které byly lávky značně poničeny. Nové lávky byly postaveny výše nad vodou, pro případ budoucích povodní. Soutěska byla znovu otevřena 29. srpna 2021.

## Fotogalerie

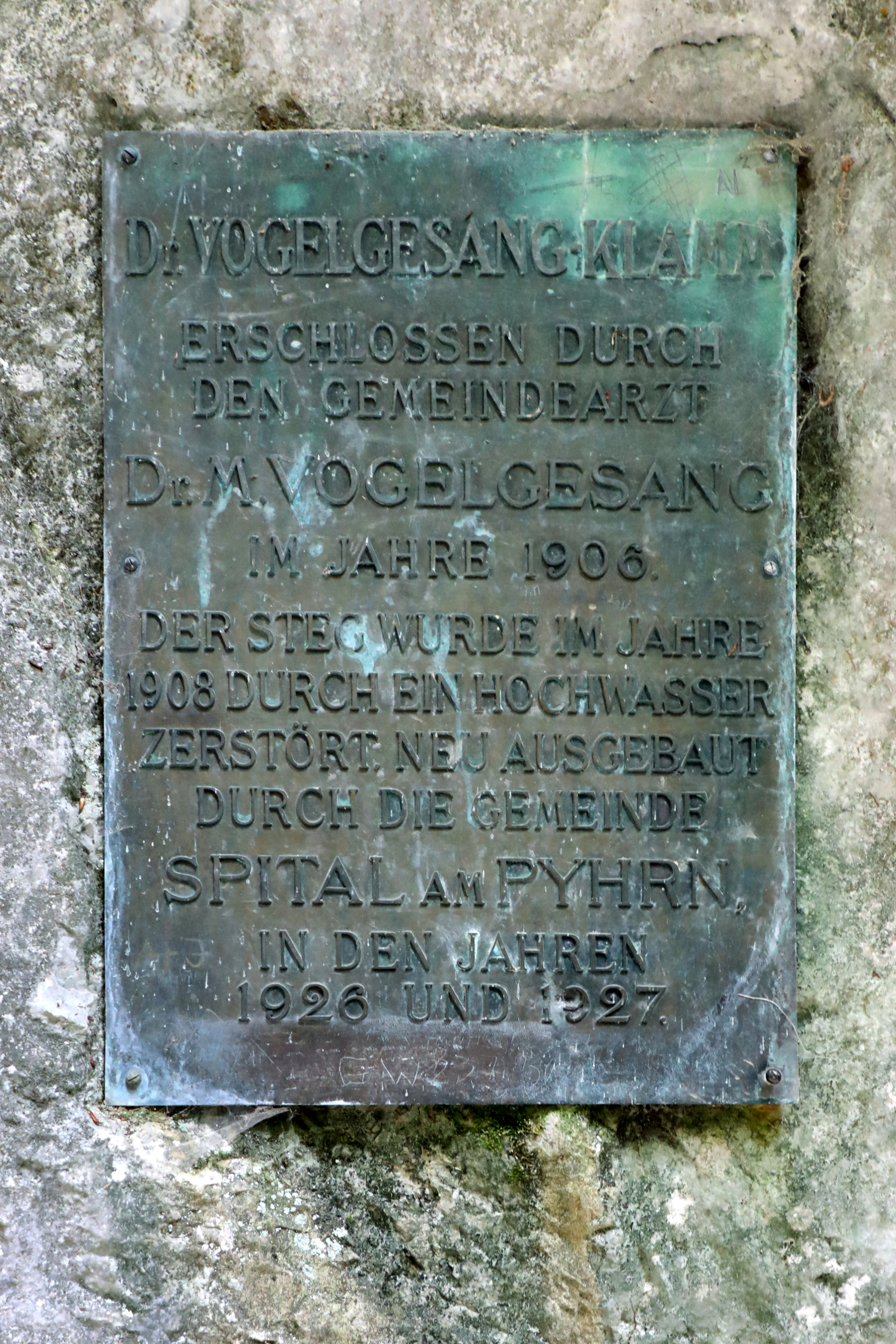
Pamětní deska
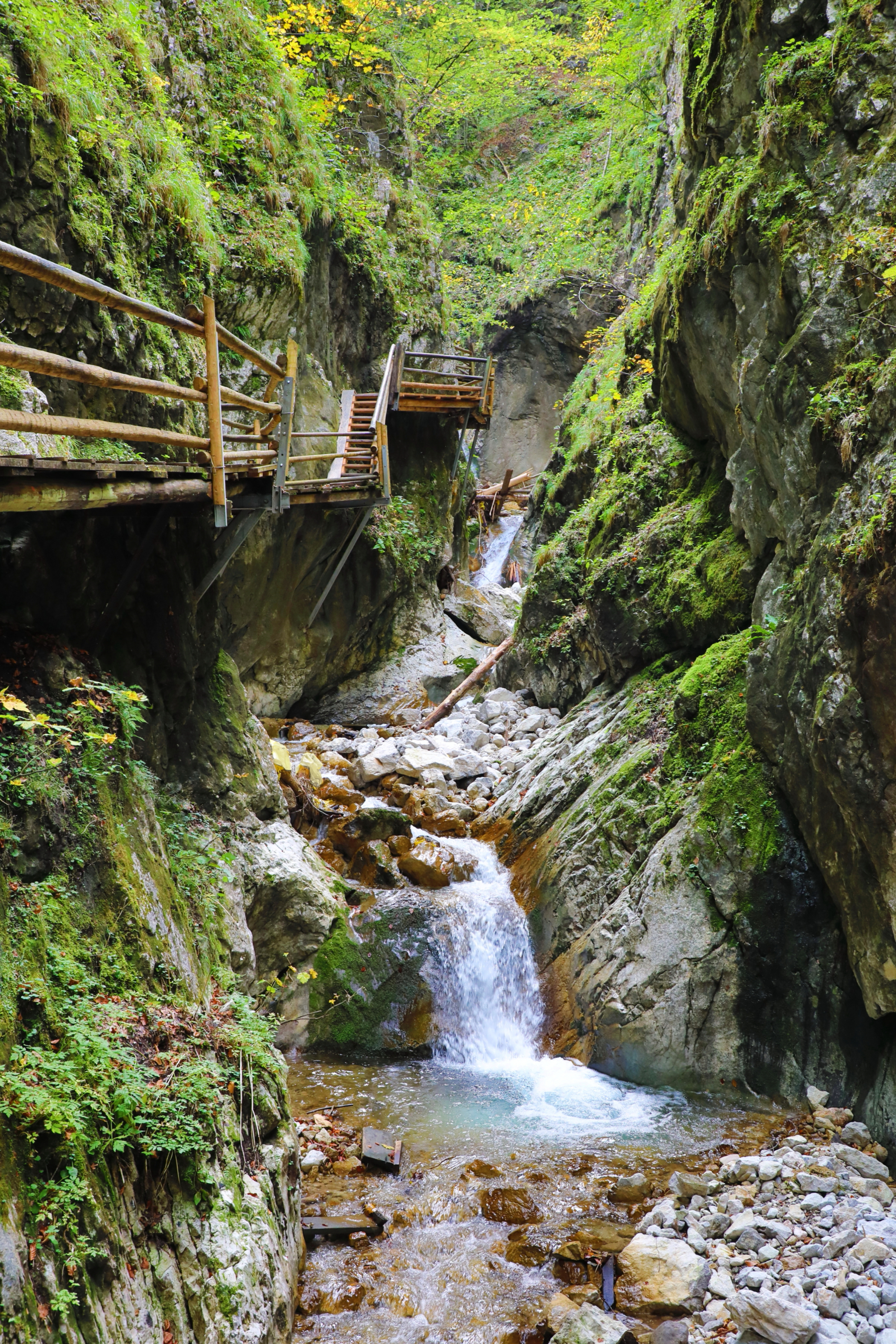
Začátek rokle
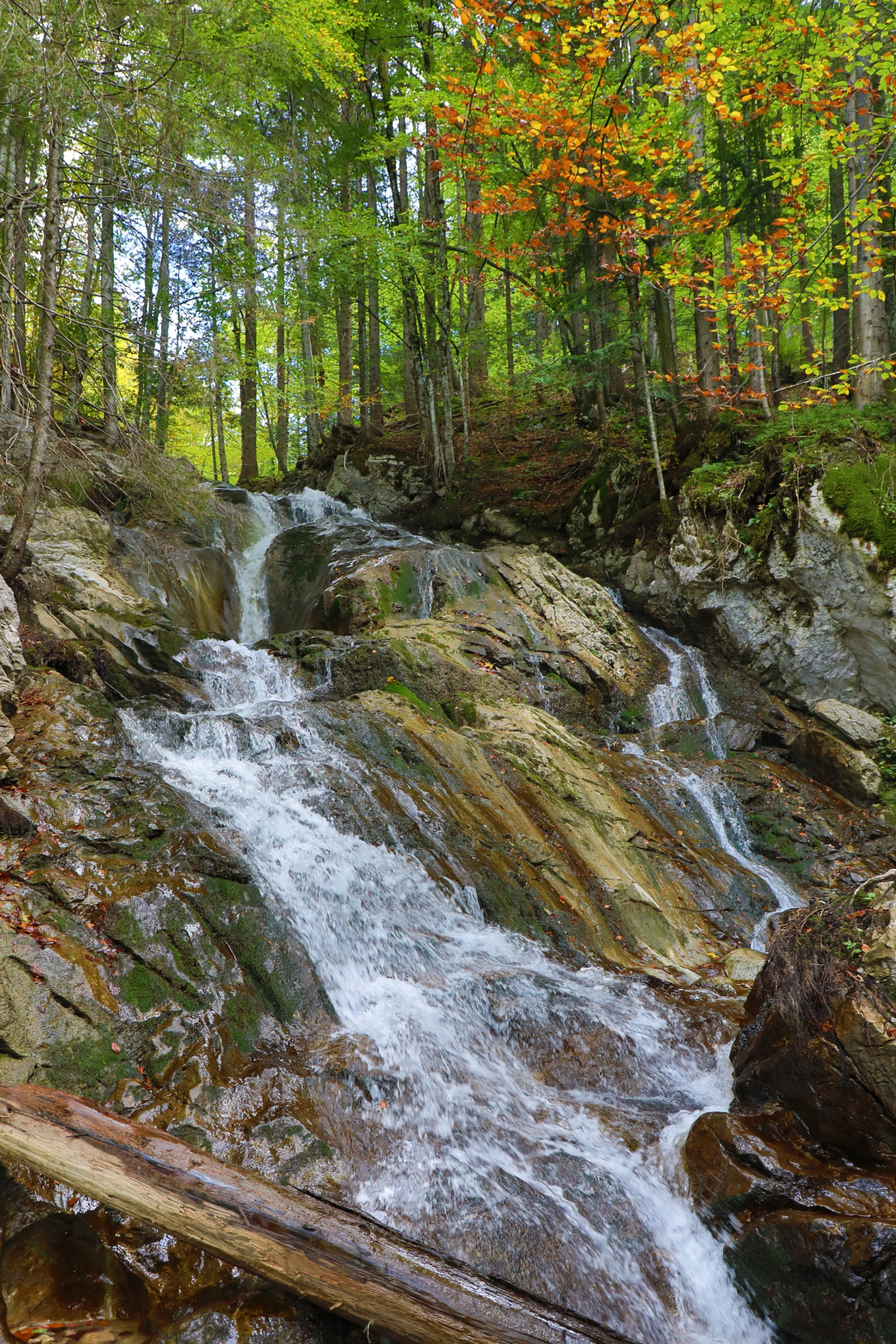
Vodopády
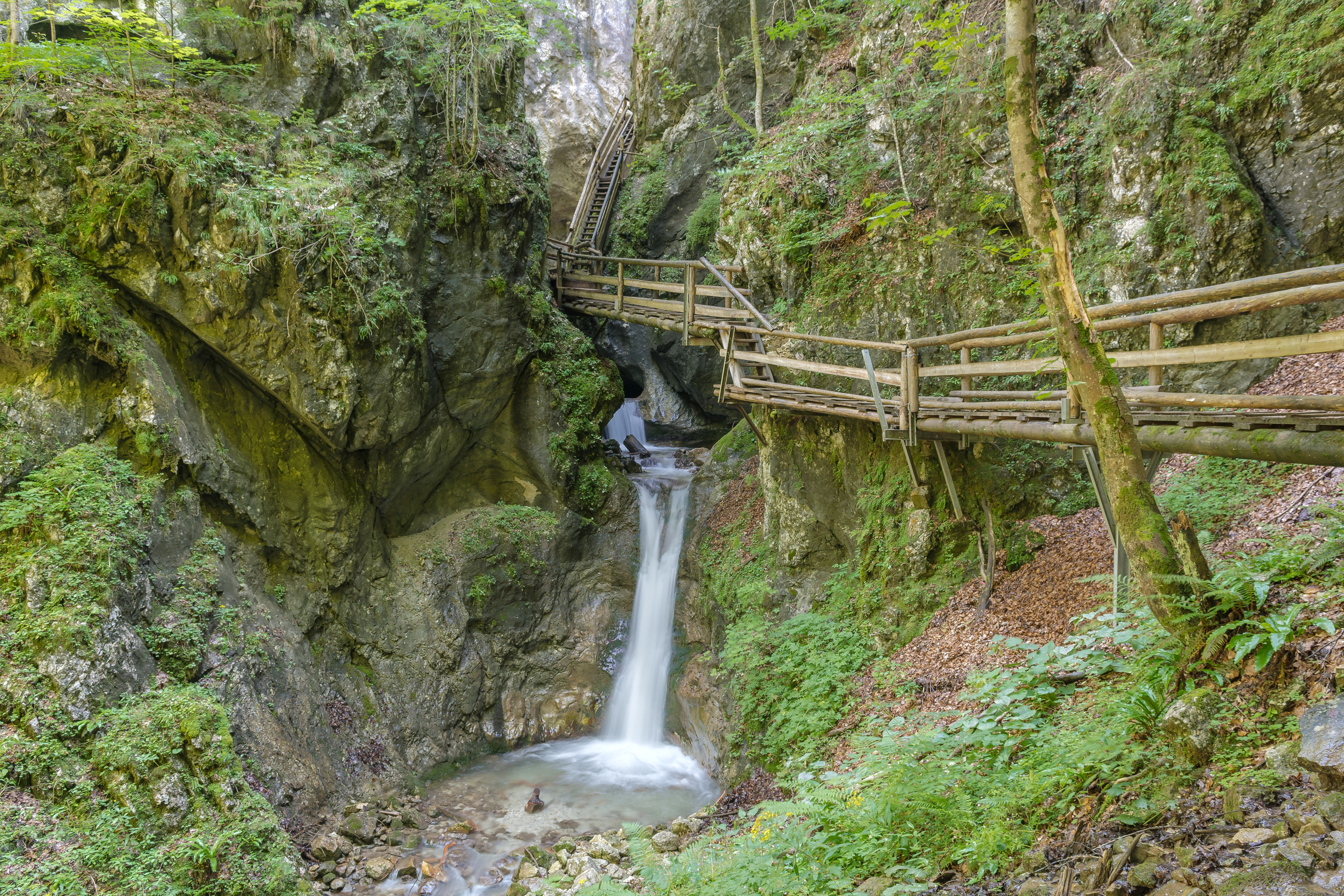
Vodopády
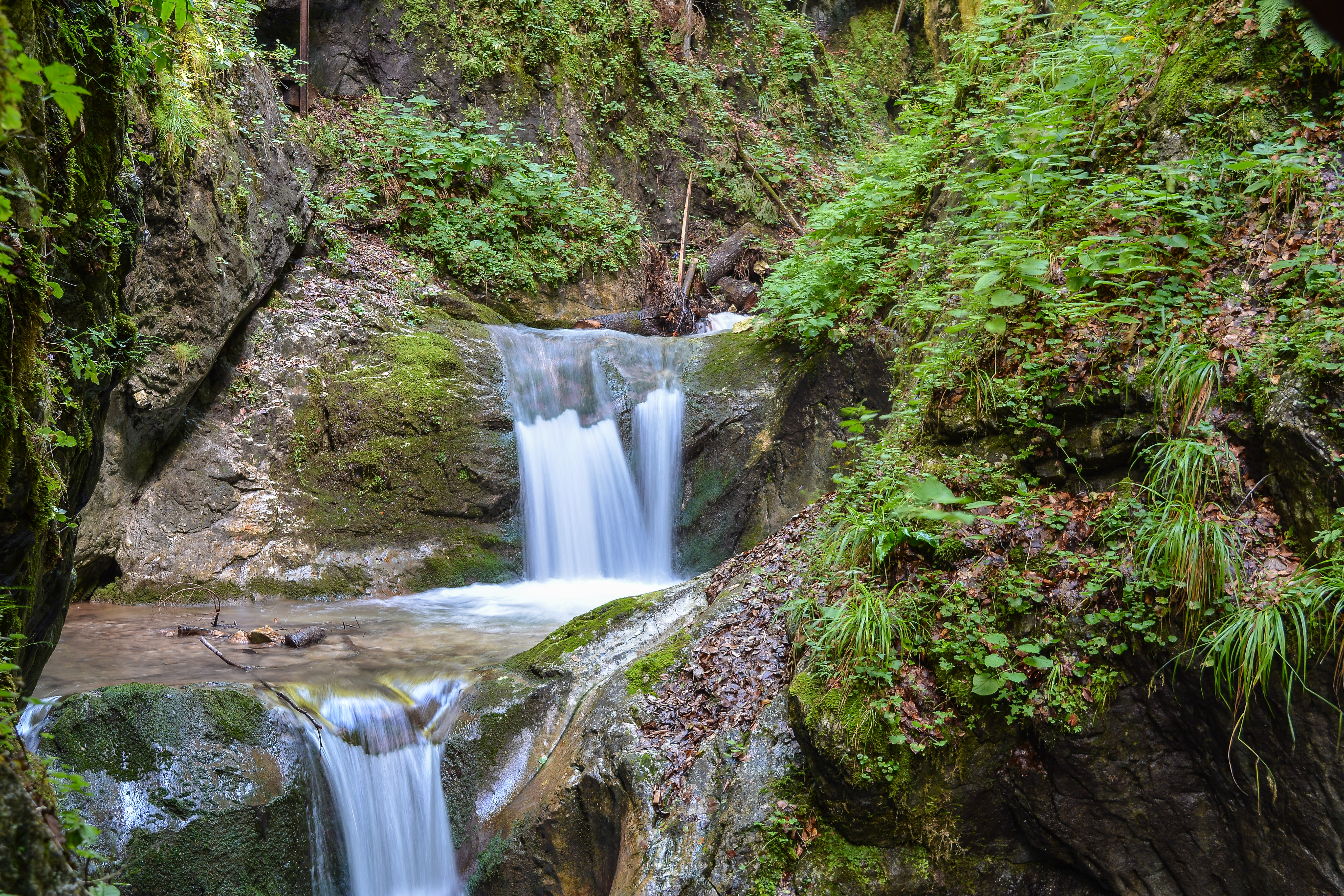
Vodopády
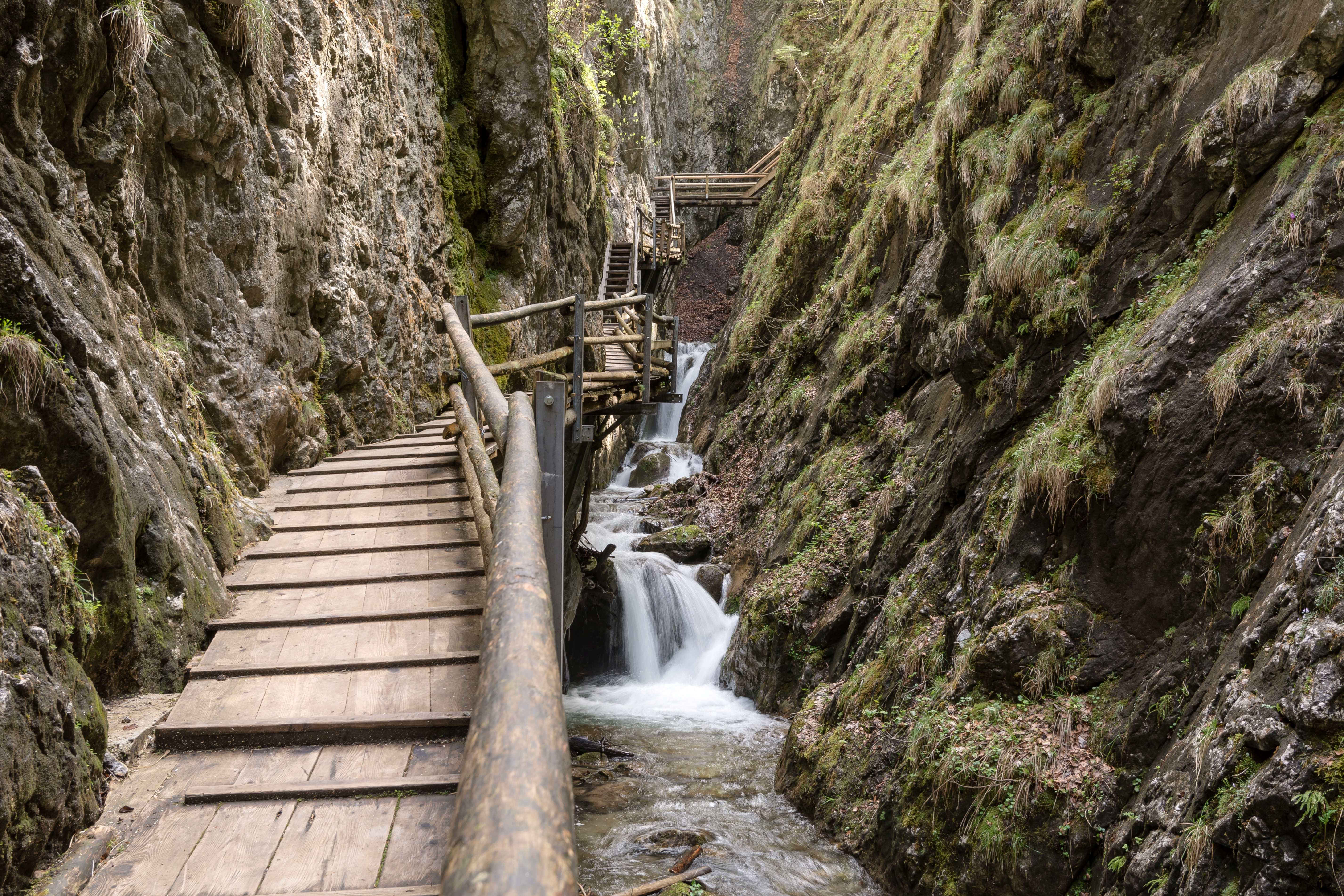
Střed stezky